# Cristina Machedonski
Cristina Machedonski (n. 10 Octombrie 1968 București) este o pictoriță contemporană și creatoare de bijuterii în cupru și alte metale, de naționalitate românâ, reprezentantă a curentului artistic Fauvism, și membră a AAPB.

## Biografie
Este singurul copil al lui Ioana și Neculae.
Părăsită de tată la frageda vârsta de zece luni, este crescută doar de mamă (Machedonski Ioana). O femeie simplă și sensibilă care a luptat din răsputeri cu încercările vieții, și problemele de sănătate, fiind operată de inimă, pentru a-i putea asigura și oferi tot ce este necesar creșterii și dezvoltării într-un climat corespunzător și armonios fiicei sale.
Mama sa, născută în Muntenia și locuind de mic copil în București, în meseria ei de maistru croitor la Casa de Moda București, unde crea articole vestimentare pentru artiștii de la Operă și Teatru, i-a transmis astfel influența artistică.
Din copilărie, Cristina Machedonski a început cu crearea de bijuterii în cupru și pietre semiprețioase, ulterior a creat si în argint, dar cuprul a rămas principalul favorit. Coloristica pietrelor semiprețioase și forma bijuteriilor au avut un rol important, în drumul ei artistic.
Anul 2001 a fost marcat de pierderea a celei mai importante persoane din viața ei, mama.
Prin despărțirea de mamă, considerată un „înger” s-a creat un mare gol emotiv care a dat naștere la asimilarea interioară a unui val de emoții unice care au dus la dorința nestăvilită a transpunerii pe pânză, de aici dorința și pasiunea de a picta „femei” și „îngeri”.
În anul 2003 simțind nevoia de o schimbare după pierderea mamei a hotărât sa plece împreună cu soțul ei in Italia, unde au locuit timp de 17 ani.
Între timp pictura a început să ia amploare din ce în ce mai mult fiind influențată de cultura și arta italiană. Unul dintre pictori ei favoriți este Amedeo Modigliani din care se inspiră în anumite lucrări.
În majoritatea creațiilor si picturilor se regăsește o spirală denumită de ea „Spirala Timpului” reprezentând totodată credința întoarcerii ei pe Pământ.

## Expoziții
- 2015 Expoziție personală "Piazza Regina Margherita"  Marzamemi județ Siracusa, Sicilia Italia
- 2017 Expoziție personală Portopalo di Capo Passero Italia
- 2017 Expoziție Sediul AAPB
- 2017 Expoziție " Salonul de Primăvară" Cercul Militar Național Sala Foaier AAPB[2]
- 2018 Expoziție "În an Centenar, Porți deschise la Palatul Brătianu"[3]
- 2019 Expoziție "Tablouri cu suflet" la Teatrul Național București[4]
- 2019 Expoziție "Salonul de Iarnă" Cercul Militar Național AAPB
- 2020 Expoziție "Ephemere" Victoria Hub București[5]
- 2020 Expoziție personală "Suflet de Femeie" Centrul Cultural Mihai Eminescu[6]
- 2020 Expoziție "Salonul de Iarnă " Cercul Militar Național București
- 2021  Expoziție "Culorile Vieții" Barrio București
- 2021 Expoziție "Artă si Tradiție" Muzeul Național al Țăranului Român[7]
- 2021 Expoziție "Lumea Florilor" AAPB UzinExoport București
- 2021 Expoziție "Tablouri cu Suflet" Palatul Parlamentului București[8]
- 2021 Expoziție "Portrete" Muzeul Național al literaturii Române București[9]
- 2021 Expoziție "Contemporary Art" Elite Prof Art Gallery, Athenee Palace Hilton București
- 2021 Expoziție "Contemporary Art Exhibit Paintings" Crowne Plaza Hotel București

## Galerie Imagini

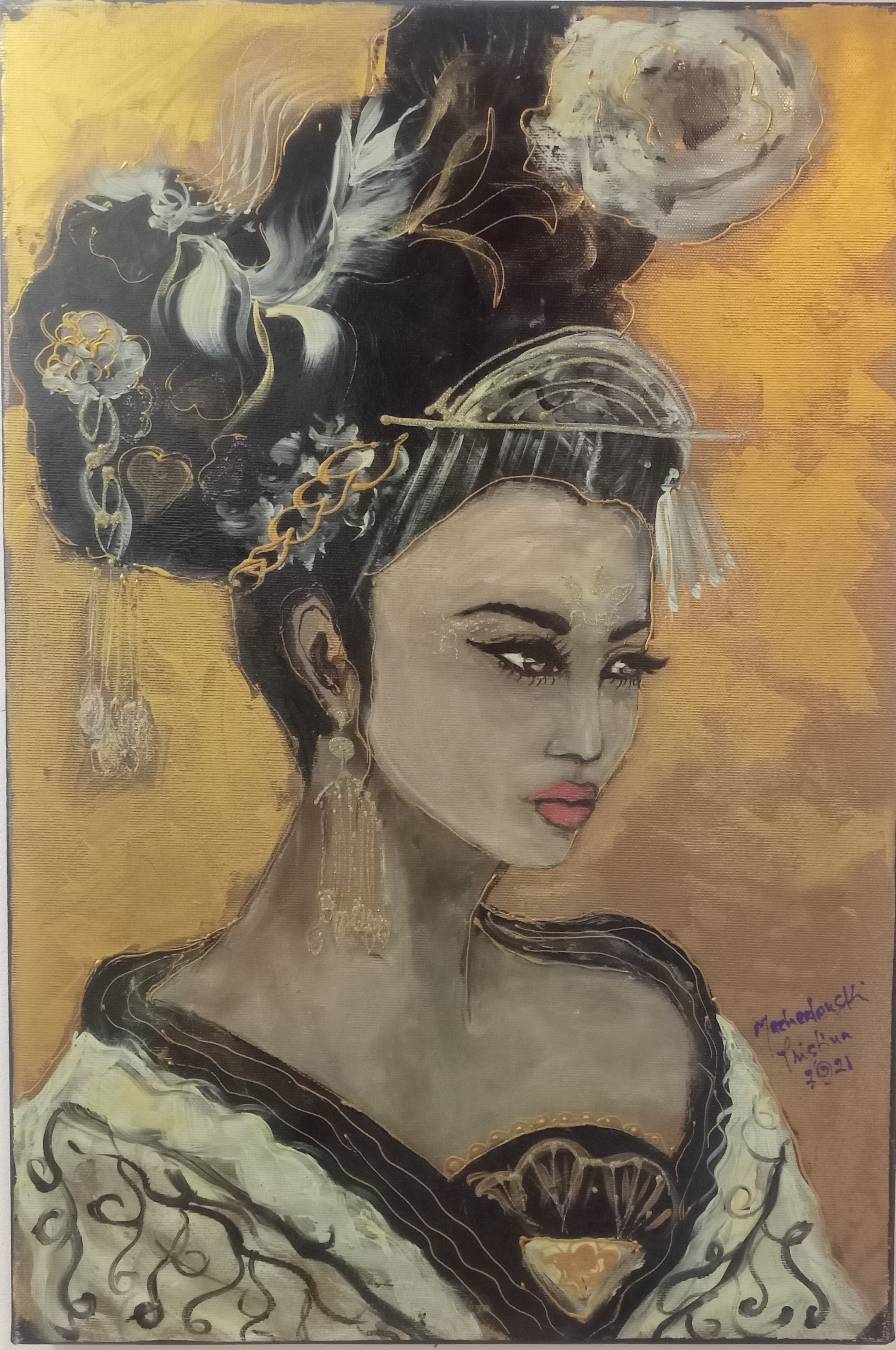
paint of Asian woman geisha
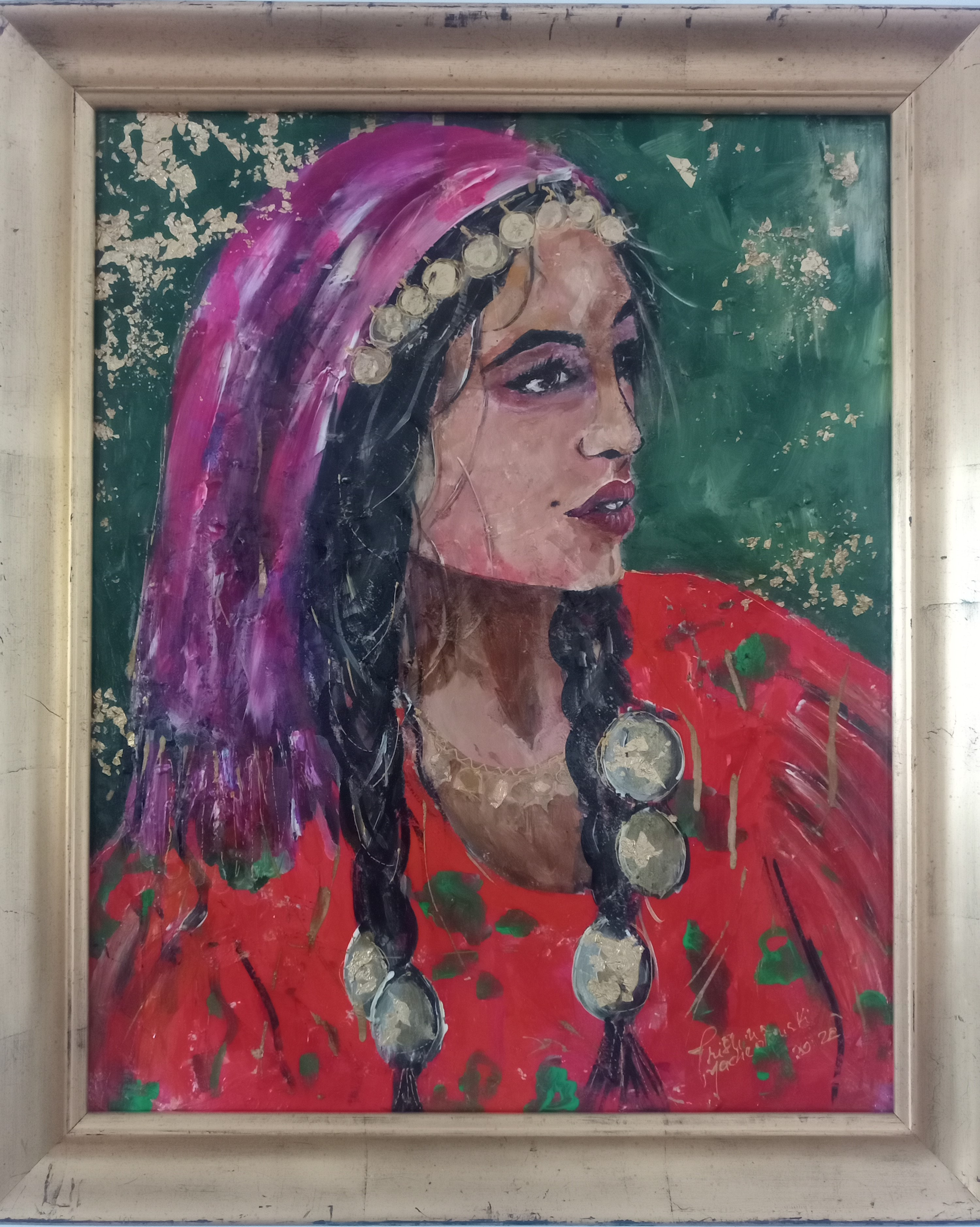
Traditional paint of a gipsy romanian girl
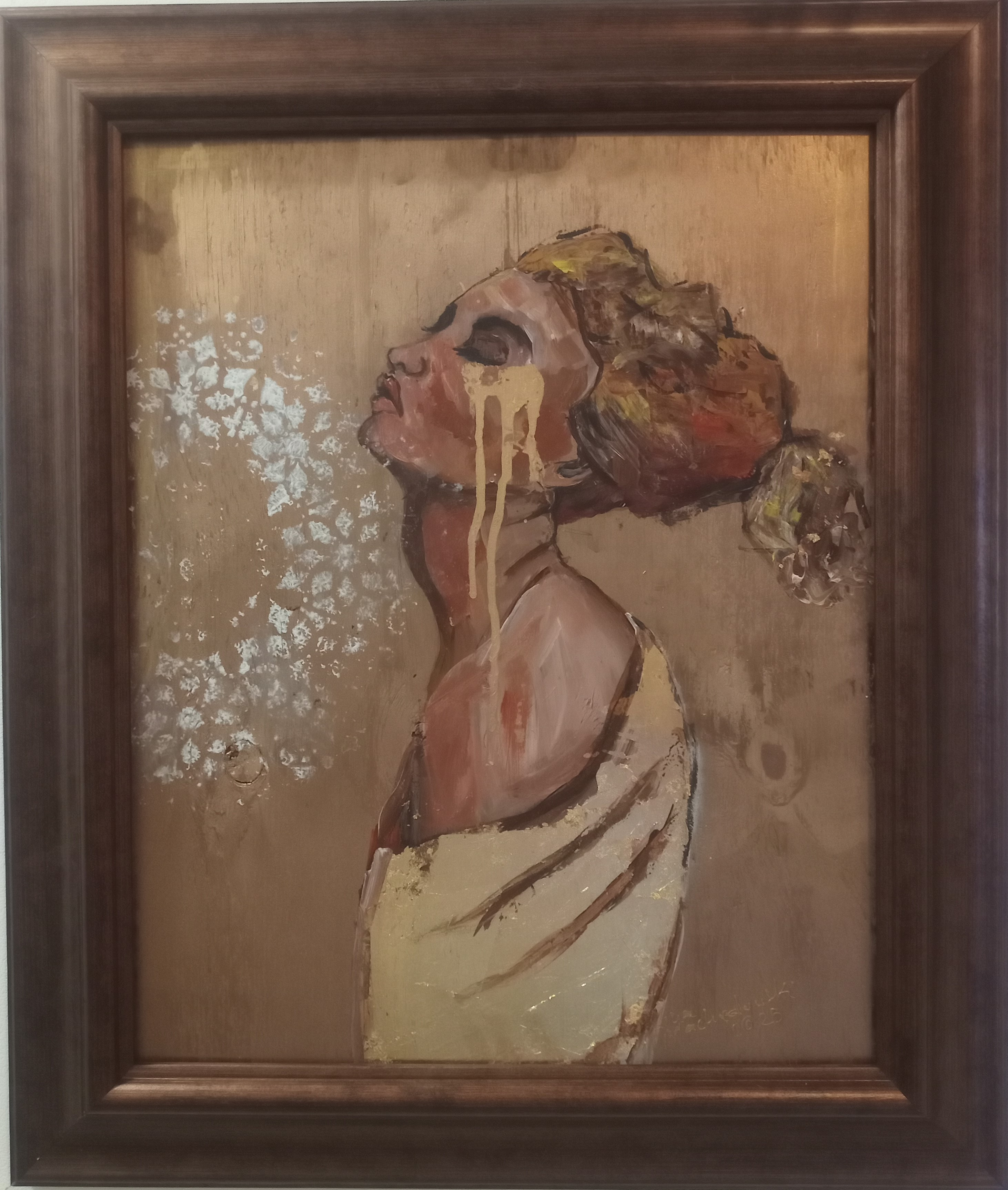
Abstrac woman with golden tear
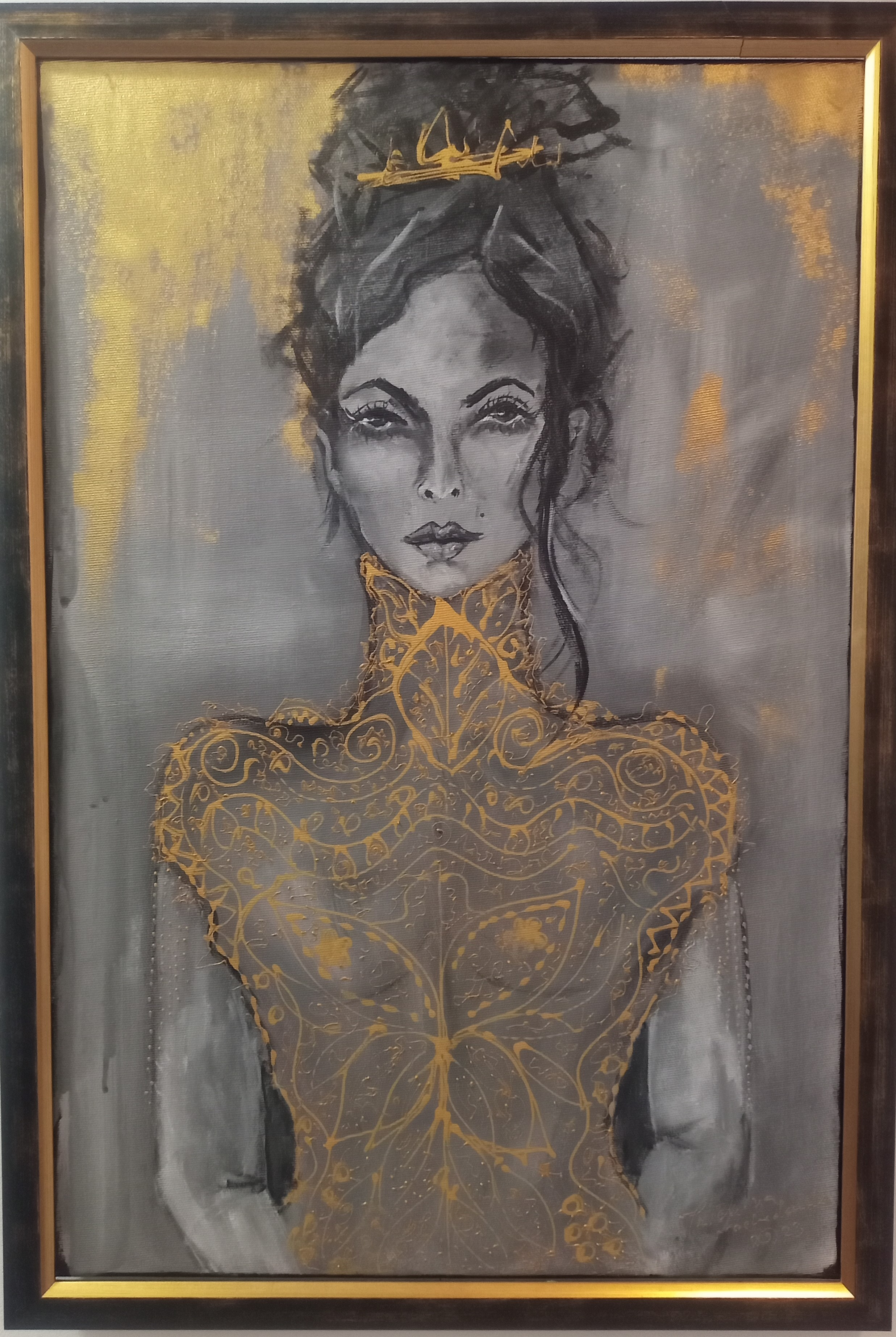
Abstract woman
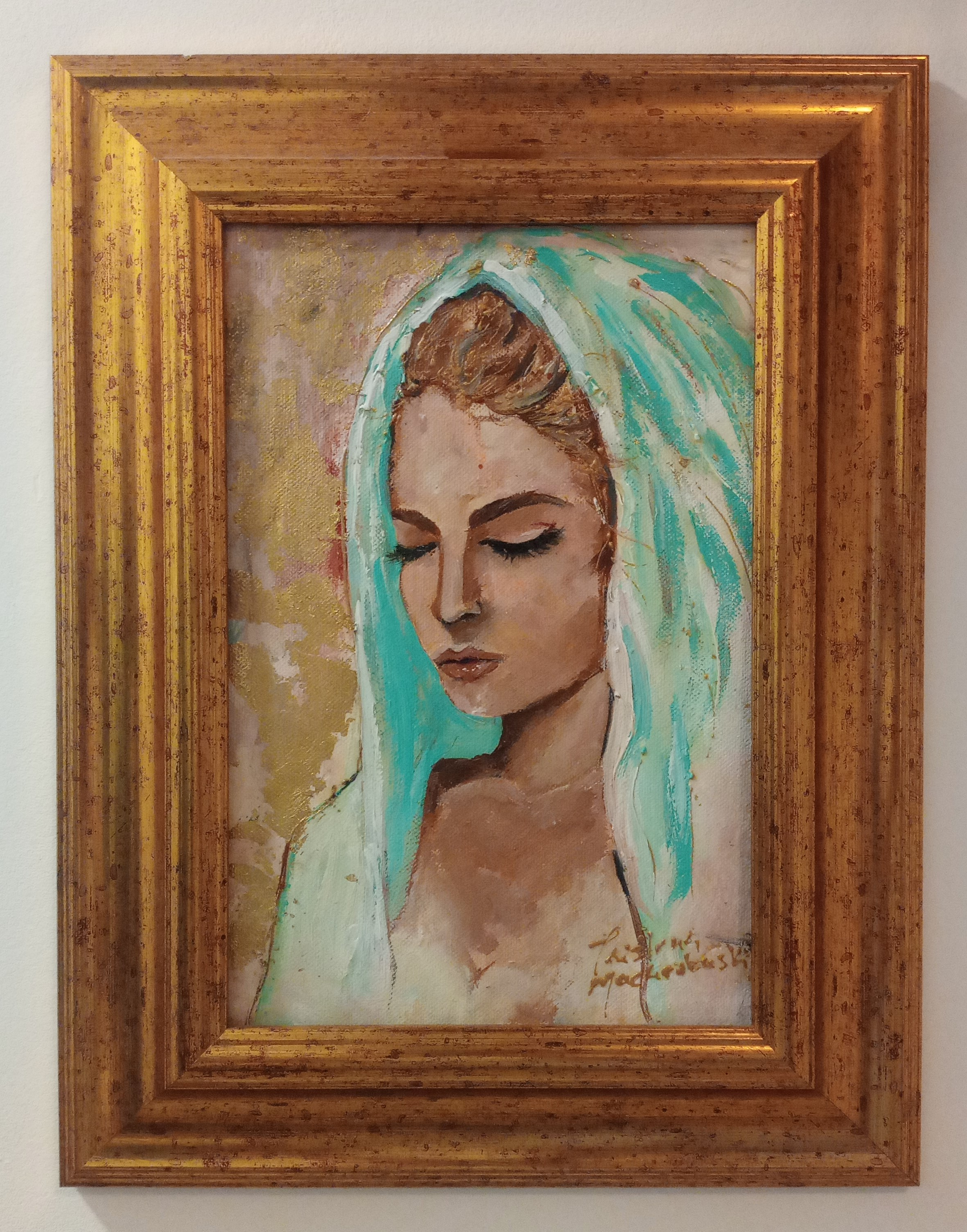
Abstract Woman
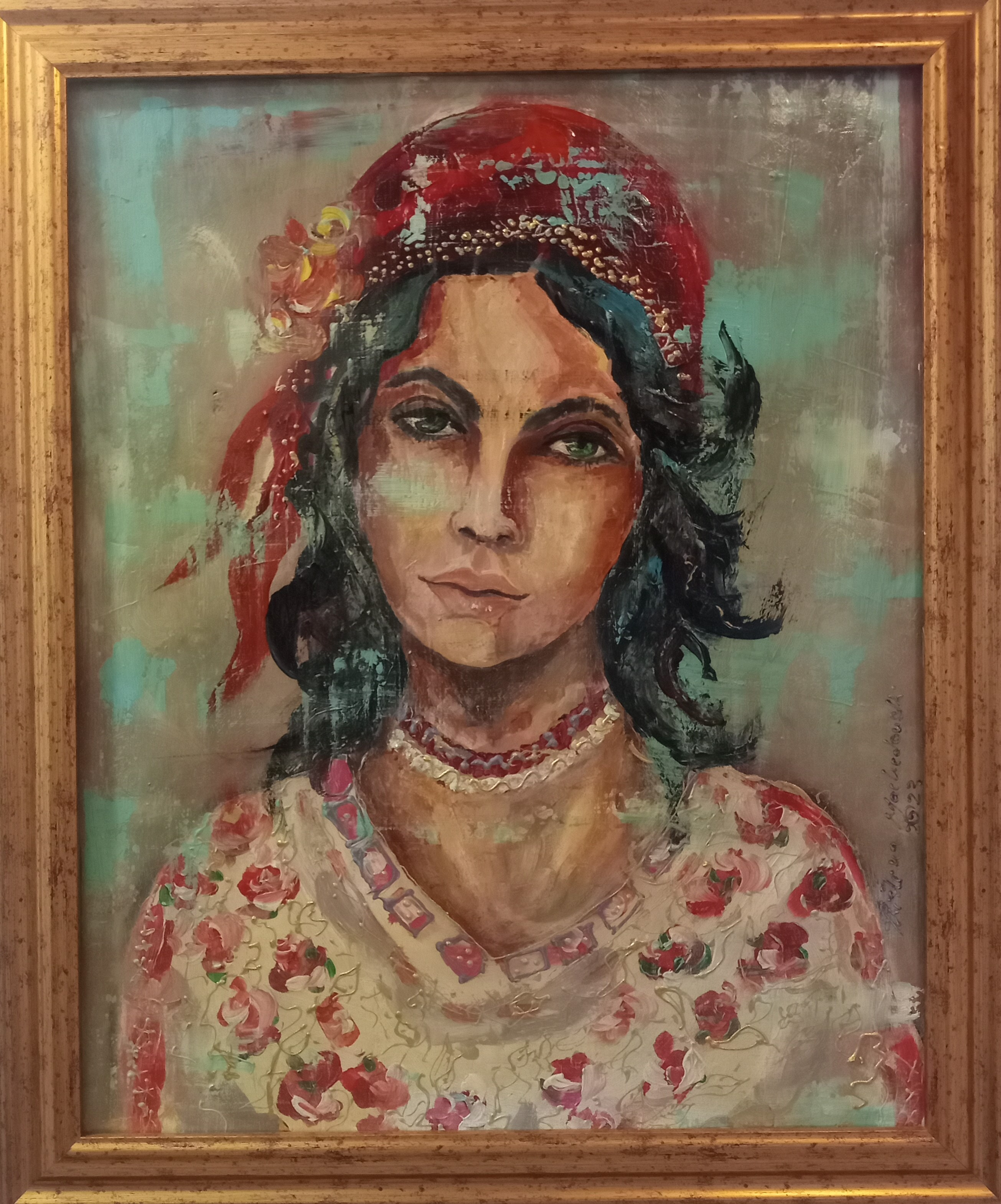
Traditional Romanian Woman
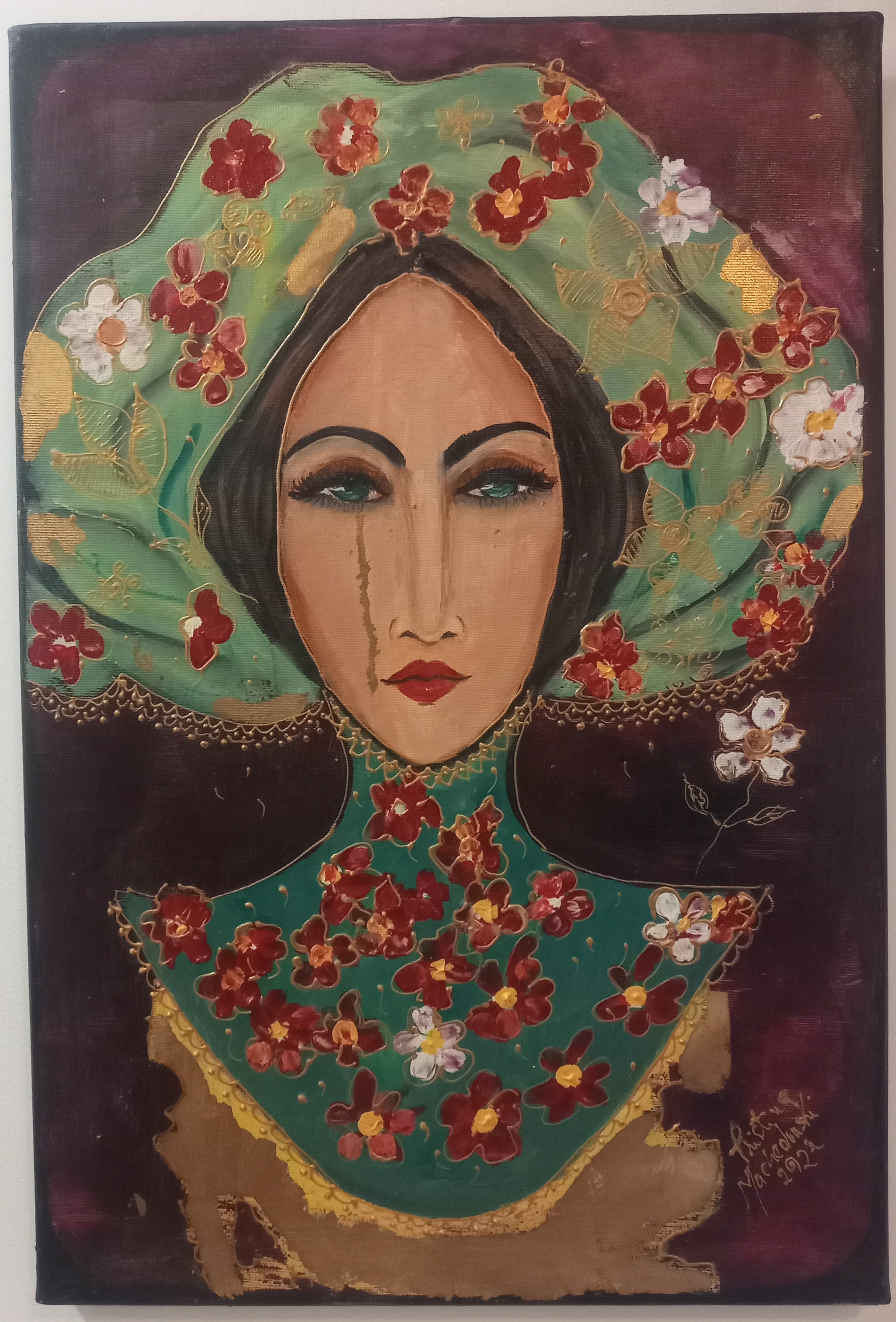
Abstract woman style

## Aprecieri
Prof. Pictor Cojocaru Vergil-Cover "Artista plastică, Cristina Machedonski chip și suflet de înger care pictează portrete și îngeri.
Un chip frumos, cufundat în haina cromatică, capabilă să însuflețească taina frumuseților nevăzute, de existențe, a acceptat un taifas artistic cu subsemnatul, Prof. Pictor Cojocaru Vergil-Cover, într-o scurtă pauză, un mic răgaz în activitatea artistică a domniei sale.
Cu mai mulți ani în urmă la o expoziție de pictură de grup, am descoperit-o pe artista plastică și am apreciat la superlativ lucrările expuse.
Artista cu o înfățișare atrăgătoare și proaspătă, mandră și impunătoare, energică și  hotărâtă, împreună cu tablourile expuse, a lăsat
asupra critici și sublimului public aflat la vernisaj, un sfânt și tulburător mister artistic."
Critic de arta Speranța Ștefănescu   "Cristina Machedonski redă plastic prin întreaga sa operă o varietate de stări și sentimente capabile să contureze imaginea unei artiste complete, care se îmbogățește pe zi ce trece cu noi mijloace artistice de abordare a subiectului.
Prin măiestria cu care surprinde trăsăturile fizice ale celor portretizați, Cristina Machedonski reușește cu succes să reliefeze o imagine autentică a personalității acestora.
Această calitate a creațiilor sale, cât și modul în care construiește prin culoare chipuri și locuri, originalitatea sa, care se reflectă în nuanțele și acordurile cromatice utilizate, o fac recognoscibilă pe simezele bucureștene și internaționale.
Cu o activitate expozițională intensă în zona picturii, artista ne demonstrează că este la fel de inovatoare și imaginativă în zona bijuteriei.
Creațiile sale care utilizează în special cuprul, sunt deosebit de atractive, incitante si originale."
SĂNĂTATE TRUP ȘI SUFLET în direct la Canal 33 cu Roxana-Ioana Gabor-Iliescu